# 三輪泰司
三輪 泰司（みわ ひろし、1931年 （昭和6年）8月27日 -　）は、京都芸術大学教授、同大学環境デザイン学科長、工学博士（京都大学、1974）。現・客員教授。株式会社地域計画建築研究所代表取締役・会長を経て現取締役相談役。専門学校ビジネスカレッジ京都校長。京都デザイン会議議長。NPO平安京 理事長。日本の都市プランナーで都市計画協会マスター都市プランナー。都市災害に備える技術者の会役員。府庁旧本館利活用応援ネット代表。京都デザイン関連団体協議会議長。京都商工会議所議員（都市美化・環境対策特別委員会副委員長）など。京都市生まれ。技術士建設部門（都市計画/地方計画）／再開発プランナー／一級建築士。

## 主な経歴
1954年 京都大学工学部建築学科卒業。1958年 京都大学大学院工学研究科建築学専攻修了。
海外視察後日本建築学会が受託した泉北ニュータウンの計画、万博会場計画に参加。1967年 地域計画建築研究所設立。

## 代表的な業績
- 生活空間の計画立案 京都駅ビル改築基本計画・国際コンペプロフェッショナルアドバイザー、関西文化学術研究都市構想推進
- 2004年 日本都市計画学会 学会賞[8]